# Pedro Karp Vasquez
Pedro Karp Vasquez (Río de Janeiro, 29 de abril de 1954) es un fotógrafo, profesor, investigador y comisario artístico brasileño del campo fotográfico, siendo un referente en la investigación y aportaciones sobre la fotografía en Brasil en el siglo XIX.

## Biografía
Pedro Karp se licenció en cine por la Universidad de la Sorbona (Paris) en 1978, fecha tras la cual se ha mostrado muy prolífico, tanto como administrador cultural, organizador o fotógrafo. 
Es uno de los responsables de la creación del Instituto Nacional de Fotografía de la Fundación Nacional de Arte (Infoto/Funarte), la cual dirigió hasta el año 1986. Posteriormente, hasta 1989, trabajó como comisario del Departamento de Fotografía, Vídeo y Nuevas Tecnologías del Museo de Arte Moderno de Río de Janeiro (MAM/RJ)

## Libros
- 1985. Pedro II y la fotografía en Brasil
- 1987. Fotografía: reflejos y reflexiones
- 1995. Maestros de la fotografía en Brasil
- 2000. Fotógrafos alemanes en el Brasil del siglo XIX. Metalivros[2]
- 2002. La fotografía en el imperio. Jorge Zahar
- 2002. Postales de Brasil (1893-1930). Metalivros[3]
- 2003. Brasil en la fotografía ochocentista. Editorial Dash[4]
- 2008. Ferrocarril y fotografía en el Brasil de la Primera República. Editorial Dash[5]

## Premios
- 1996. Premio Nacional de Fotografía (Funarte)
- 1998. Bolsa Vitae